# Marc Soler
Marc Soler Gimènez (Vilanova i la Geltrú, 22 novembre 1993) è un ciclista su strada spagnolo che corre per l'UAE Team Emirates XRG. Professionista dal 2015, nel 2018 ha vinto la Parigi-Nizza ed ha vinto tre tappe alla Vuelta a España (una nel 2020, una nel 2022 e una nel 2024).

## Palmarès
- 2013 (Lizarte)

3ª tappa Vuelta a Palencia
- 2014 (Lizarte)

Soraluzeko Saria
Ereñoko Udala Sari Nagusia
Grand Prix Kutxabank
Mémorial Cirilo Zunzarren
3ª tappa Vuelta al Bidasoa
3ª tappa Vuelta a Zamora
- 2015 (Movistar Team, una vittoria)

Classifica generale Tour de l'Avenir
- 2016 (Movistar Team, una vittoria)

4ª tappa Route du Sud (Saint-Gaudens > Val d'Azun Couraduque)
- 2018 (Movistar Team, una vittoria)

Classifica generale Parigi-Nizza
- 2020 (Movistar Team, due vittorie)

Trofeo Pollença-Andratx
2ª tappa Vuelta a España (Pamplona > Lekunberri)
- 2021 (Movistar Team, una vittoria)

3ª tappa Tour de Romandie (Estavayer > Estavayer)
- 2022 (UAE Team Emirates, una vittoria)

5ª tappa Vuelta a España (Irun > Bilbao)
- 2024 (UAE Team Emirates, una vittoria)

16ª tappa Vuelta a España (Luanco > Lagos de Covadonga)
- 2025 (UAE Team Emirates XRG, due vittorie)

4ª tappa Vuelta a Asturias (Navia > Oviedo)
Classifica generale Vuelta a Asturias

### Altri successi
- 2016 (Movistar Team)

Classifica giovani Route du Sud
- 2017 (Movistar Team)

Classifica giovani Volta Ciclista a Catalunya
1ª tappa Hammer Sportzone Limburg (Vaals)
- 2018 (Movistar Team)

Classifica giovani Parigi-Nizza
- 2024 (UAE Team Emirates)

3ª tappa Parigi-Nizza (Auxerre > Auxerre, cronosquadre)
- 2025 (UAE Team Emirates XRG)

Classifica a punti Vuelta a Asturias
Classifica scalatori Vuelta a Asturias

## Piazzamenti

### Grandi Giri
- Giro d'Italia

2021: ritirato (12ª tappa)
- Tour de France

2018: 62º
2019: 37º
2020: 21º
2021: non partito (2ª tappa)
2022: fuori tempo massimo (16ª tappa)
2023: 56º
2024: 44º
2025: 29º
- Vuelta a España

2017: 48º
2019: 9º
2020: 18º
2022: 26º
2023: 14º
2024: 41º

### Classiche monumento
- Parigi-Roubaix

2018: ritirato
- Liegi-Bastogne-Liegi

2017: ritirato
2022: 43º
- Giro di Lombardia

2015: ritirato
2017: 79º
2018: 80º

### Competizioni mondiali
- Campionati del mondo su strada

Ponferrada 2014 - In linea Under-23: 66º
Bergen 2017 - In linea Elite: 108º
Innsbruck 2018 - Cronosquadre: 6º
Innsbruck 2018 - Cronometro Elite: 22º
Yorkshire 2019 - In linea Elite: ritirato
Imola 2020 - In linea Elite: ritirato
Wollongong 2022 - In linea Elite: 82º